# Cyphia brachyandra
Cyphia brachyandra är en klockväxtart som beskrevs av Mats Thulin. Cyphia brachyandra ingår i släktet Cyphia, och familjen klockväxter. Inga underarter finns listade i Catalogue of Life.